# William Duane Morgan
William Duane Morgan (* 3. März 1817 in Washington, Pennsylvania; † 19. März 1887) war ein US-amerikanischer Zeitungsmann und Politiker (Demokratische Partei). Er besaß sowohl Zeitungen in Pennsylvania als auch in Ohio. Zwischen 1852 und 1856 war er Auditor of State von Ohio.

## Werdegang
William Duane Morgan, Sohn von Catharine Duane († 1863) und Thomas Morgan (1784–1855), wurde ungefähr zwei Jahre nach dem Ende des Britisch-Amerikanischen Krieges im Washington County geboren und wuchs dort auf. Er stammte von einer prominenten Familie ab. Über seine Jugendjahre ist nichts bekannt. Er hatte drei Geschwister: Thomas Jefferson, George W. und Anna. Mit seiner Ehefrau Matilda Bowman Morgan (1820–1848) hatte er eine Tochter namens Annie M. Morgan. 1837 erwarb er mit seinem Bruder Thomas eine Zeitung in Washington genannt Our Country, wo sie beide einige Jahre lang als Redakteure tätig waren. Die Folgejahre waren von der Wirtschaftskrise von 1837 und dem Mexikanisch-Amerikanischen Krieg überschattet. William zog 1840 nach New Lisbon (Ohio). Dort erwarb er den Ohio Patriot.
Morgan wurde 1851 bei der Democratic State Convention für das Amt als Auditor of State von Ohio nominiert und in der folgenden Wahl gewählt. Er bekleidete den Posten eine vierjährige Amtszeit lang. Bei seiner Wiederwahlkandidatur wurde er von dem Republikaner Francis Mastin Wright besiegt. Morgan kandidierte dann erfolglos 1857 für die Nominierung für das Amt des Treasurer of State von Ohio, erlitt aber eine Niederlage gegenüber James R. Morris.
Morgan lebte in Columbiana und in Newark (Ohio). Zwischen 1856 und 1880 besaß er den Newark Advocate. Nach seinem Tod wurde er auf dem Stadtfriedhof in Washington (Pennsylvania) beigesetzt, wo bereits seine Ehefrau und Tochter begraben waren.